# Stenomacrus columbianus
Stenomacrus columbianus är en stekelart som först beskrevs av William Harris Ashmead 1896.  Stenomacrus columbianus ingår i släktet Stenomacrus och familjen brokparasitsteklar. Inga underarter finns listade i Catalogue of Life.